# Guy Mazeline
Guy Marius Paul Mazeline (n. 12 aprilie 1900, Le Havre, Franța – d. 25 mai 1996, Boulogne-Billancourt, Franța) a fost un scriitor francez care a obținut în 1932 prestigiosul Premiu Goncourt pentru romanul Les Loups.

## Biografie
A fost fiul lui Alphonse Mazeline și al Elisei Hélène Suzanne Jaquereau. A copilărit în mare parte în Antile Olandeze și a urmat, din 1907 până în 1915, școala în Le Havre. După aceea, el s-a alăturat părinților lui care trăiau în Seychelles, apoi s-a înscris la Școala de Hidrografie din Le Havre. În timpul Primului Război Mondial, el s-a înrolat în Marină și a fost marinar pe un vas dragor de mine din Marea Mediterană. În 1922 a devenit ziarist și a scris pentru Petit Marsellais din Marsilia articole cu tematică navală sau sportivă. În 1927 a plecat la Paris, unde a scris reportaje pe teme juridice pentru L'Intransigeant. În același an a apărut primul său roman.
Romanul Les Loups, care prezintă povestea unei familii de industriași bogați din Normandia de la sfârșitul secolului al XIX-lea, a obținut în mod surprinzător Premiul Goncourt în 1932, în competiție cu romanul Voyage au bout de la nuit al lui Louis-Ferdinand Céline. Romanul lui Céline era considerat favorit la câștigarea premiului cu puțină vreme înainte de votare (și a primit după scurt timp Premiul Renaudot), fiind sprijinit de Léon Daudet. În timp ce romanul lui Céline fusese publicat de editura Denoël, romanul lui Mazeline apăruse la binecunoscuta editură Gallimard, ceea ce a constituit probabil factorul decisiv al alegerii sale. Mazeline a câștigat premiul cu 6 voturi față de cele 4 obținute de Céline, alegerea sa cauzând un scandal public. În acel moment Céline era un obscur medic parizian, încă necunoscut în cercurile literare, în timp ce Mazeline era deja un scriitor consacrat de colaborarea cu editura Gallimard. Criticul și eseistul român Nicolae Steinhardt scria la acea vreme că Les Loups este un roman „gros și mediocru” care nu merita să câștige premiul Goncourt. În prezent Céline este un scriitor binecunoscut, în timp ce numele lui Mazeline a căzut în uitare.
S-a căsătorit în 18 decembrie 1924 cu Claire Louise Dors (născută în 7 iunie 1901 la Nevers).

## Lucrări
- Piège du démon, 1927
- Porte close, 1928
- Un royaume près de la mer, 1931
- Les Loups, 1932
- Le Capitaine Durban, 1934
- Le Délire, 1935
- Les Îles du matin, 1936
- Bêtafeu, 1937
- Le Panier flottant, 1938
- Scènes de la vie hitlérienne, 1938
- Pied d'alouette (Ochii albaștri), 1941
- La Femme donnée en gages, 1943
- Tony l'accordeur, 1943
- Un dernier coup de griffe, 1944
- Le Souffle de l'été, 1946
- Valfort, 1951
- Chrétienne compagnie, 1958
- Un amour d'Italie, 1967